# The Angels (Arnell)
The Angels is een compositie van de Brit Richard Arnell uit 1957.
Richard kreeg het verzoek van het balletgezelschap van Sadler’s Wells Theater Ballet muziek te componeren voor een ballet in de choreografie van John Cranko. Het is daarbij de vraag of de muziek uiteindelijk wel als balletmuziek is gecomponeerd. De componist vermeldde op het manuscript: The Angels is an abstract, symphonically structured work. The form is intricate and is as carefully considered as if the work had been designed for the concert hall. It’s in fact a symphony. Na de eerste uitvoering op 26 december 1957 volgden nog vier voorstellingen en toen verdween het in de la om er pas weer vijftig jaar later uit te komen. Dutton Vocalion gaf een opname uit in het kader van “vergeten” Britse klassieke muziek.
De muziek is verdeeld over 3 “bewegingen” (soms de structuur van een symfonie), waarvan de delen 1 en 3 weer onderverdeeld zijn in secties. De muziek is doorgecomponeerd, dus wordt achter elkaar doorgespeeld.
De partituur geeft de volgende verdeling aan:
1. Movement I (engel is figuur van licht)
  1. Introductie (allegro moderato)
  2. Variatie I “fluttering” (allegro moderato)
  3. Variatie II “Morbid” (andante)
  4. Variatie III “Strident” (allegro moderato)
  5. Variatie IV “Terrified” (lento)
  6. Variatie V “Lyrical” (andante con moto)
  7. Variatie VI “Vigorous” (molto vivace)
  8. Variatie VII “Reflective” (andante)
  9. Variatie VIII “Theme restrated” (allegro risoluto)
2. Movement II (Engel brengt man en vrouw tezamen)
  1. Roundelay (andante con moto, molto expressione)
3. Movement III (Engel zoekt in de massa haar keuze op hem/haar te laten schijnen)
  1. Introductie (andante sostenuto)
  2. Finale (vivace)
  3. Transformation (andante con moto)

## Orkestratie
- 2 dwarsfluiten, 1 hobo, 2 klarinetten, 1 fagot
- 2 hoorns, 2 trompetten, 2 trombones, 0 tuba
- pauken percussie, celesta, harp
- violen, altviolen, celli, contrabassen

Bij het spelen (aldus het boekwerkje bij de compact disc) en het beluisteren valt de symfonische structuur direct op; thema’s keren gedurende het werk terug en ook deel 1 met zijn Thema en variaties is een klassieke vorm die vaak in de symfonieën voorkomt. Musici noemden het nog Symfonie 5½, maar die titel bleef (wellicht voorlopig) alleen gelden voor Symfonie nr. 5½ van Don Gillis.

## Discografie
- Uitgave Dutton Vocalion: BBC Concert Orchestra o.l.v. Martin Yates; opname april 2008